# Sven Pippig
Sven Pippig (* 27. Mai 1963 in Hof; † 25. September 2013 ebenda) war ein deutscher Schauspieler.

## Leben und Karriere
Sven Pippig absolvierte seine Ausbildung zum Schauspieler in Hannover. Er spielte von 1993 bis 1997 am Theater an der  Württembergischen Landesbühne Esslingen. Für seine Rolle im Fernsehfilm Toter Mann wurde er 2003 mit dem Grimme-Preis als bester Hauptdarsteller ausgezeichnet. Außerdem spielte er in der Fernsehserie Stromberg den Angestellten Walter Loermann. Neben seiner Tätigkeit als Schauspieler war Pippig auch ein Mitarbeiter der Hofer Filmtage. Er starb im September 2013 im Alter von 50 Jahren nach langer Krankheit.

## Filmografie
- 1993: Frankie, Jonny und die anderen... Schattenkämpfer
- 1995: Nah am Wasser
- 1999: Absolute Giganten
- 2000: Polizeiruf 110 – Ihr größter Fall
- 2001: Toter Mann
- 2002: 1/2 Miete
- 2002: FeardotCom
- 2002: ein Sack voll Geld
- 2003: Gelübde des Herzens
- 2003: Wolfsburg
- 2004: Judith Kemp
- 2004: Das Duo – Bauernopfer
- 2004: Liebe auf Bewährung
- 2005: Polizeiruf 110 – Vergewaltigt
- 2006: Vier Minuten
- 2006: Das Geheimnis im Moor
- 2007: Mord auf Rezept
- 2007: Rumpelstilzchen
- 2007: Tatort – Investigativ
- 2008: Stürmische Zeiten
- 2008: Bella Block: Reise nach China
- 2008: Die zweite Frau
- 2008: Finnischer Tango
- 2008: Das tapfere Schneiderlein
- 2009: Das Rauschen des Meeres
- 2009: Mein Leben – Marcel Reich-Ranicki
- 2009: Pepperminta
- 2010: Henri 4
- 2010: Tatort – Hauch des Todes
- 2010: Tatort – Borowski und der vierte Mann
- 2011: Der Mann auf dem Baum
- 2011: SOKO Wismar – Das Krokodil
- 2012:  Kommissar Stolberg – Im Dunkeln
- 2012: Wir wollten aufs Meer
- 2013: SOKO Stuttgart (Folge Undercover)
- 2014: Die Pilgerin